# Chapelle Peruzzi
La Chapelle Peruzzi est une des chapelles de la basilique Santa Croce de Florence, précisément la seconde à droite du chœur.
Elle comporte un cycle de fresques consacré aux saints Jean l'évangéliste et Jean le baptiste, exécuté par Giotto di Bondone entre 1318 et 1322 pour le couvent franciscain. 

## Histoire

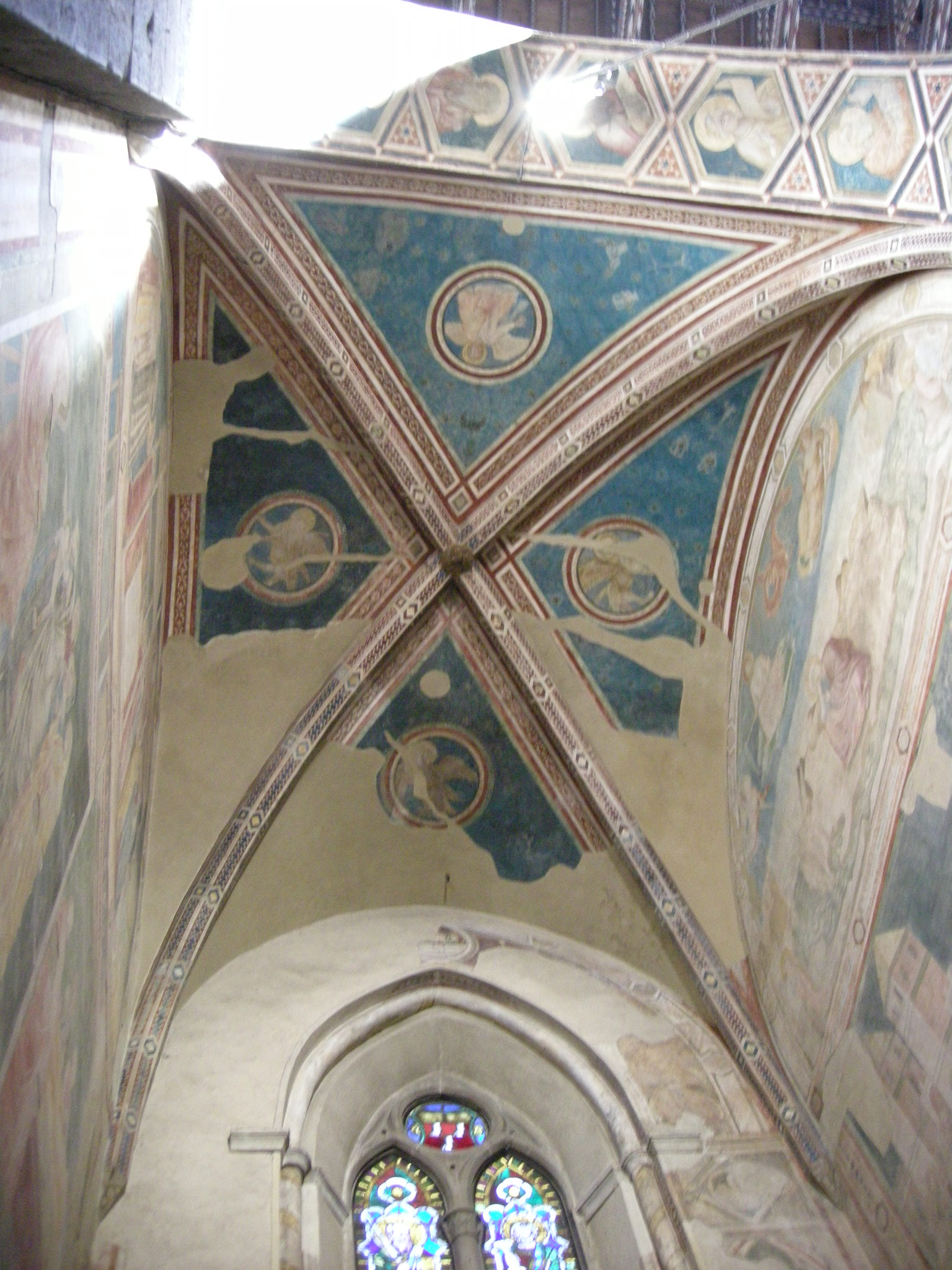
Voûte et arc.

Le cycle de fresques a été commandé par un représentant de la famille Peruzzi, Giovanni di Rinieri Peruzzi, l'un des plus riches banquiers et marchands de la ville, à Giotto, qui l'a peint dans la phase mature de sa carrière, vers 1318, une douzaine d'années après son chef-d'œuvre dans la chapelle des Scrovegni à Padoue. Les travaux ont dû être achevés vers 1322. Dans la même église, environ dix ans plus tard, Giotto a également peint la chapelle Bardi. Il y avait en tout quatre chapelles décorées de fresques de Giotto, mais seules ces deux ont survécu : les chapelles Giugni et Tosinghi n'ont conservé aucune trace des peintures mentionnées dans les sources anciennes.
Le polyptyque Peruzzi  provient de la même chapelle. Il a été démembré et dispersé dans diverses collections jusqu'à ce qu'il soit réuni à son emplacement actuel au North Carolina Museum of Art de Raleight (Caroline du Nord). Il représente le Rédempteur, la Vierge et les deux saints Jean et François.
Ayant atteint le sommet de sa renommée, Giotto doit faire face à de nombreuses commandes, nécessitant une technique plus rapide que la fresque, avec de grandes parties sèches (a secco). Déjà endommagée par le temps, par l'insertion de pierres tombales, par les effets des infiltrations et des inondations, la chapelle Peruzzi est entièrement blanchie à la chaux en 1714. Elle est redécouverte en 1841, lorsqu'elle est restaurée imprudemment avec de lourds ajouts d'Antonio Marini, aujourd'hui enlevés et conservés dans des pièces adjacentes de la sacristie de l'église.  A la même époque, un autel y est installé qui dégrade les peintures du mur du fond. Restaurées en 1958-1961 sous la direction de Leonetto Tintori, les peintures ne sont aujourd'hui appréciables que pour leur inventivité et leur composition, leurs valeurs picturales étant désormais perdues.

## Description
Six scènes de la vie de saint Jean l'Évangéliste et de saint Jean-Baptiste sont représentées sur les parois latérales. Huit bustes de prophètes figurent dans l'archivolte, tandis que les pendentifs de la voûte présentent les quatre symboles des évangélistes.
Le mur de droite montre les Histoires de saint Jean l'Évangéliste, qui peuvent être lues de haut en bas :
- Vision sur l'île de Patmos, 280 × 450 cm
- Résurrection de Drusiana, 280 × 450 cm
- Ascension de saint Jean, 280 × 450 cm

Le mur de gauche présente les Histoires de saint Jean-Baptiste :
- Annonce de l'ange à Zacharie, 280 × 450 cm
- Naissance du Baptiste et imposition du nom, 280 × 450 cm
- Festin d'Hérode avec Salomé présentant la tête du Baptiste à Hérodias, 280 × 450 cm

Au-dessus des lunettes, des bandes avec des hexagones contenant des visages masculins. La décision de dédier la chapelle aux deux saints prénommés Jean est d'abord liée au nom du client (Giovanni di Rinieri Peruzzi), mais aussi autant à la dévotion des Florentins au Baptiste que pour la concomitance de dates entre les jours de l'ascension de l'évangéliste et de la naissance du Baptiste le 24 juin. Les histoires sont probablement tirées de la Légende dorée de Jacopo da Varazze. 
Sur le mur de la fenêtre, il reste des traces d'éléments décoratifs et un Ange de l'apocalypse abimé. Parmi les bandes décoratives, il y a quelques visages dans des hexagones avec une caractérisation physionomique remarquable, que certains ont rapprochée de portraits de la famille Peruzzi, une première dans l'art italien : une hypothèse intéressante mais invérifiable.

### Annonce à Zacharie

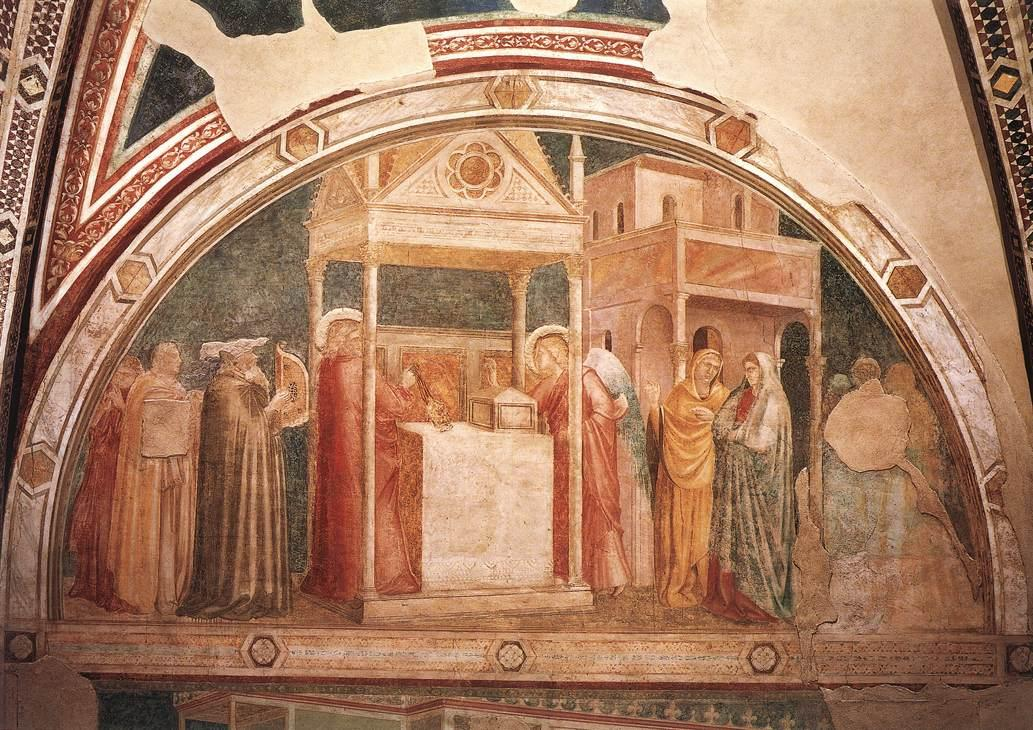
Giotto di Bondone, Annonce à Zacharie.

Les scènes de la vie du Baptiste commencent avec la scène de L'Annonce à Zacharie dans la lunette de gauche. Alors qu'un sacrifice a lieu dans le temple de Jérusalem, Zacharie reçoit la vision de l'Archange Gabriel qui lui révèle qu'il sera bientôt père. Ne croyant pas à l'annonce divine, il restera muet jusqu'à la naissance de son fils.
La scène se déroule dans une architecture qui suit le point de vue du spectateur. Sous un ciborium gothique, Zacharie agite un encensoir et, de l'autre côté de l'autel, l'ange vient à sa rencontre en levant la main avec le geste typique de l'orateur. Le bâtiment de droite suit également la même perspective intuitive ; devant lui se trouvent des personnages, dont deux femmes qui sont les figures les mieux conservées de la scène. Sur la gauche, un groupe de musiciens s'avance, à le déduire par celui le mieux conservé qui tient à la main un instrument à cordes pincées. Les décorations du Temple se sont avérées être des ajouts ultérieurs et ont été supprimées lors des restaurations du XXe siècle.

### Naissance du Baptiste et attribution de son nom

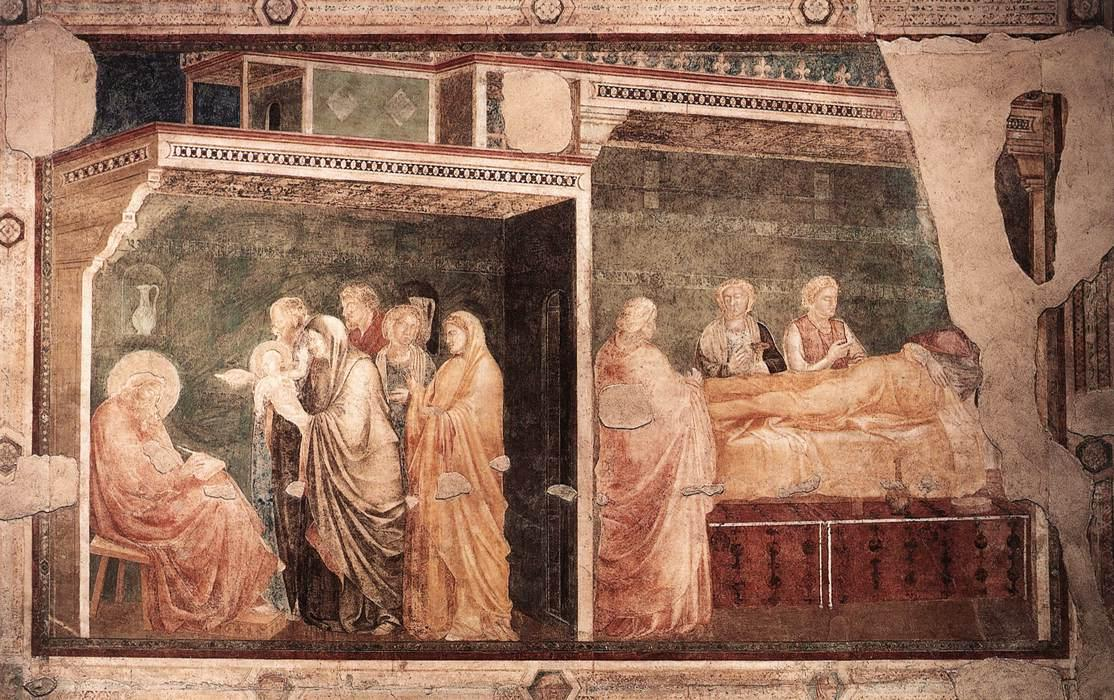
Giotto di Bondone, Naissance et attribution du nom du Baptiste.

Les murs de deux pièces d'un grand bâtiment ont été enlevés pour en révéler l'intérieur. Le panneau se divise en deux scènes : à droite la chambre de la parturiente, Elizabeth, allongée sur le lit et entourée de trois aides ; à gauche Zacharie qui écrit le nom de son fils sur un drap (après quoi il retrouvera la parole), tandis qu'une femme lui tend l'enfant, entourée par d'autres personnages.
Dans ce cas également, l'architecture suit un aperçu orienté vers le point de vue idéal du spectateur situé au centre de la chapelle. La surface picturale est très incomplète et endommagée, surtout dans la partie droite. Cependant, l'accentuation plastique des personnages enveloppés dans de grands manteaux, est perceptible, ainsi que l'attention portée au décor scénique, construit dans des cubes superposés à l'effet notable.

### Festin d'Hérode

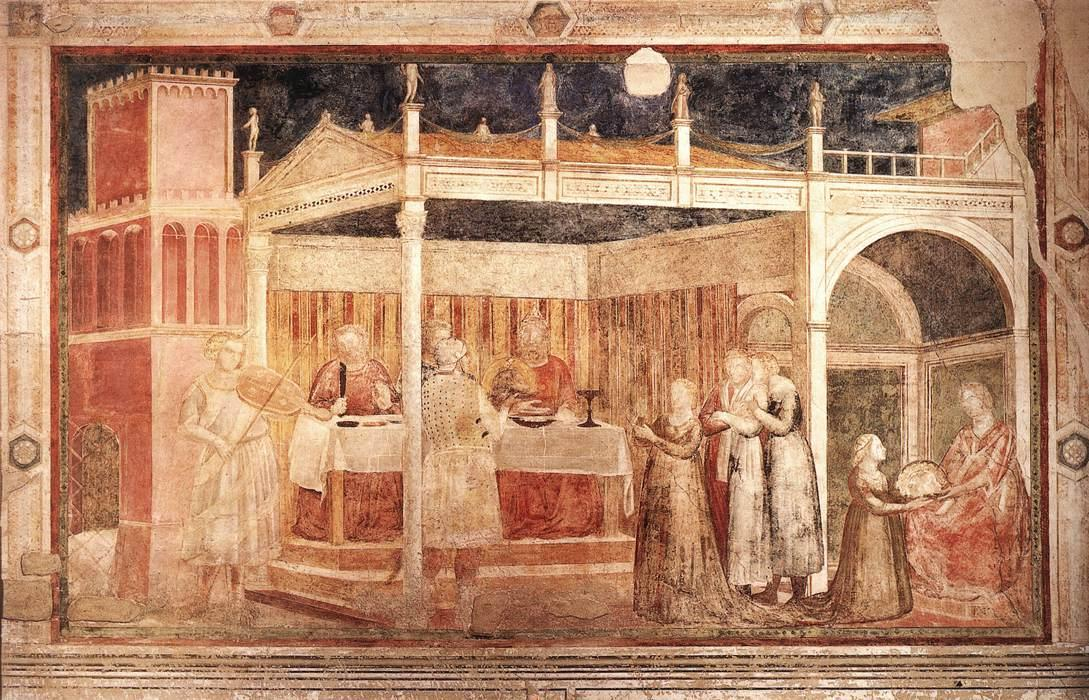
Giotto di Bondone, Festin d'Hérode.

Dans le registre inférieur, la scène du Festin Hérode se déroule dans le palais du roi. Une nouvelle fois, elle présente une perspective avec un point de vue décalé, semblable à celui des scènes supérieures. Debout à droite dans la salle de gauche, alors qu'il bouge les bras, regardé par deux femmes curieuses, Hérode est en train de festoyer, charmé par les musiciens, les convives et par la danse de Salomé. Dans la salle de droite, la jeune fille agenouillée montre déjà la tête du Baptiste à sa mère Hérodiade et, de retour dans la salle de banquet, un soldat la présente ensuite à son père Hérode. Le séquençage des épisodes apparaît donc très complexe, avec une lecture non linéaire dans un sens ou dans un autre, d'une grande modernité, rappelant le mouvement des acteurs sur une scène de théâtre.
La surface picturale est très abîmée, mais la scène est presque intacte. Le Festin est la scène la plus admirée et copiée du cycle : Ambrogio Lorenzetti reprend les figures des femmes observant Salomé dans les fresques de l'église Saint-François à Sienne (vers 1328), constituant un terme ante quem important pour le cycle florentin. La décoration de l'architecture est soignée, avec une série de statues le long de la corniche du plafond entre lesquelles sont disposés des festons, motif également repris par Lorenzetti dans des œuvres comme la Présentation de Jésus au Temple .
Lors de la restauration, il est apparu que de nombreux visages avaient déjà été repeints entre les XVe et XVIe siècles.

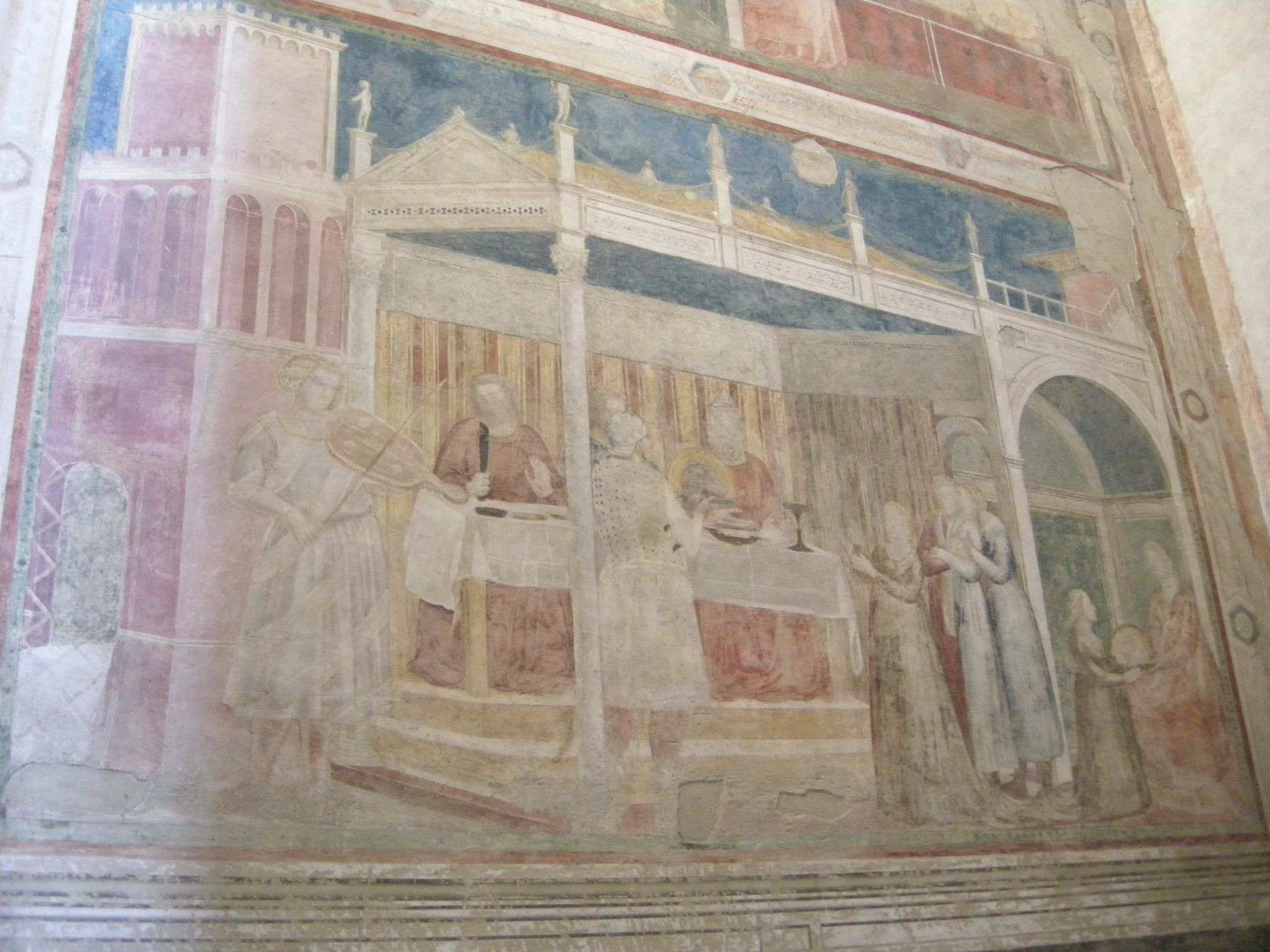
Vue latérale avec la vue en perspective adaptée du point de vue du spectateur.
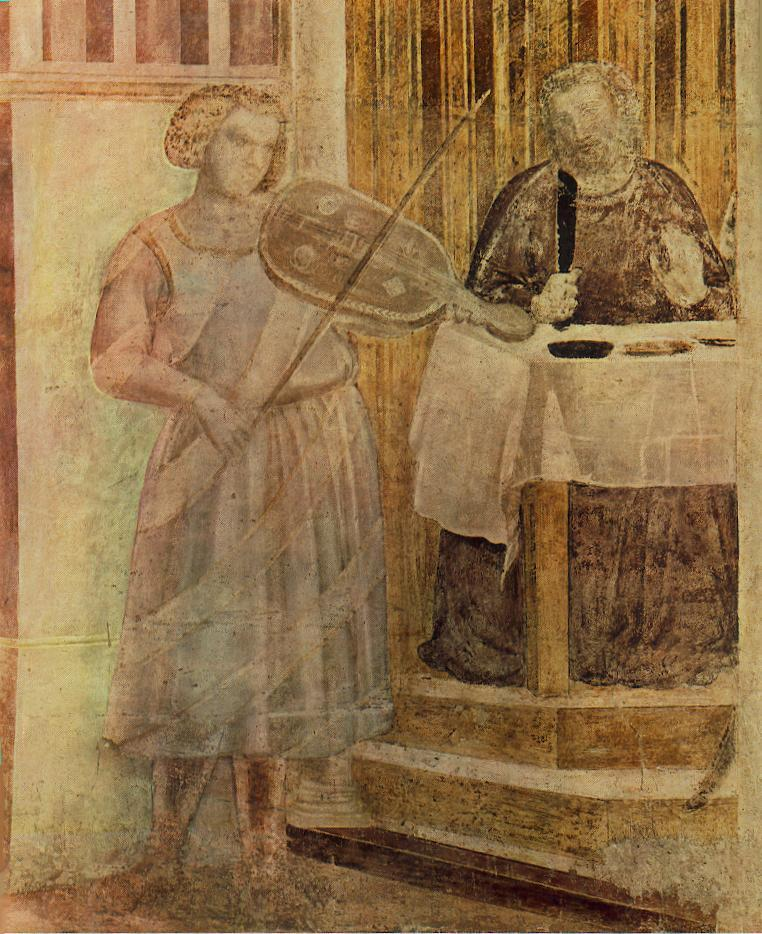
Détail d'un musicien.
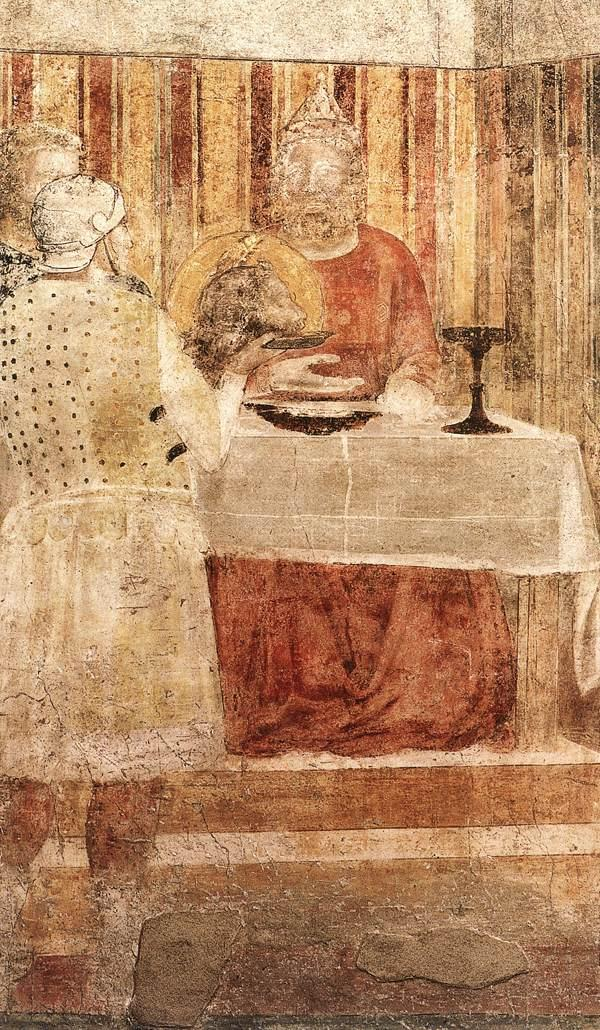
Détail.
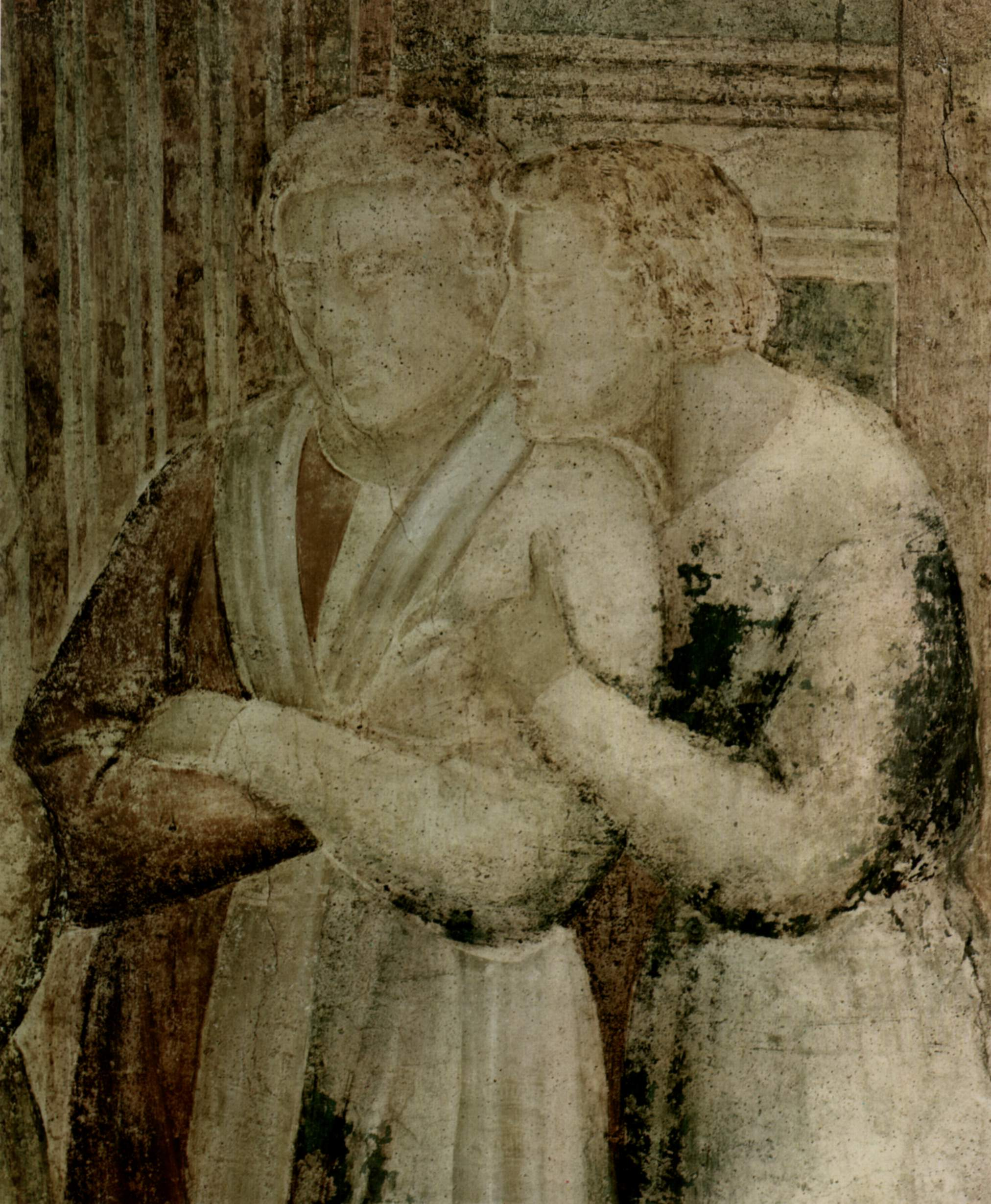
Détail.
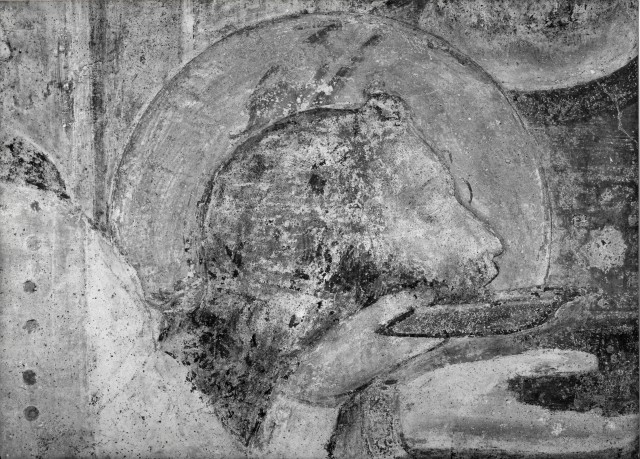
La tête du Baptiste, détail en noir et blanc.
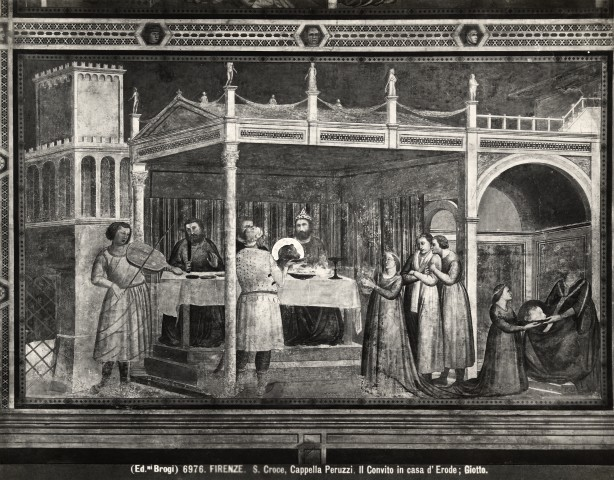
La scène avec repeints du XIXe siècle.

### Vision de saint Jean à Patmos

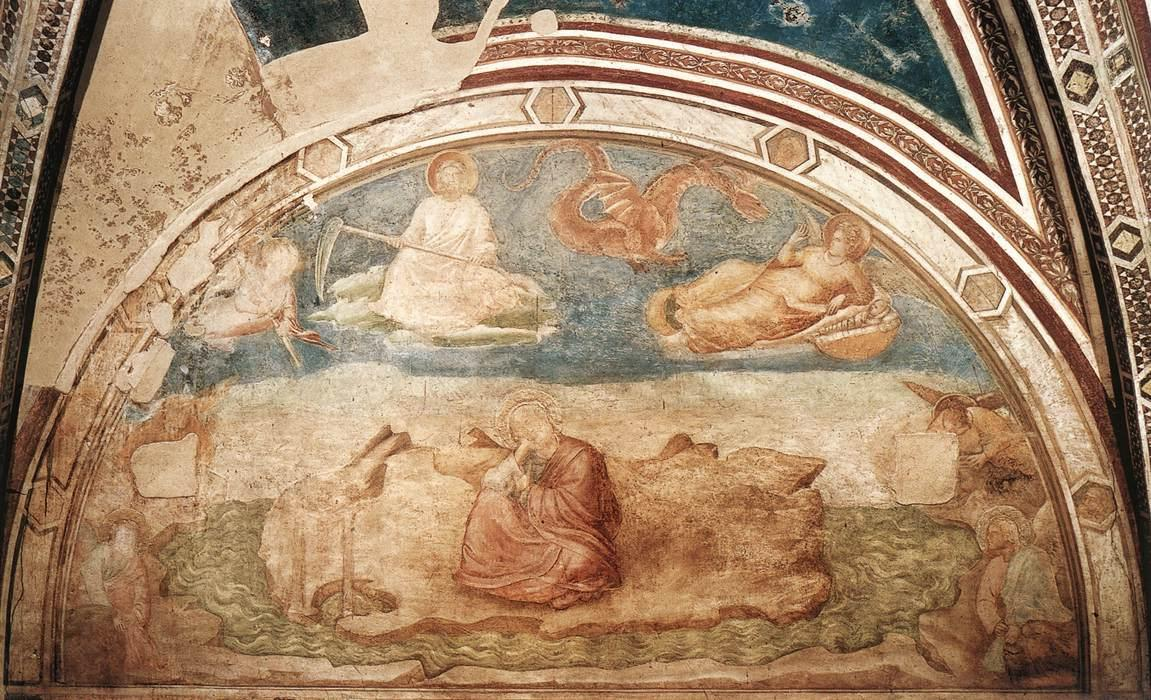
Giotto di Bondone, Vision de saint Jean à Patmos.

Les scènes sur saint Jean l'Évangéliste commencent dans la lunette droite avec la Vision à Patmos . Le saint est représenté endormi au centre de la scène, sur une bande de terre entourée d'eau qui évoque l'île de Patmos en Grèce. La figure du dormeur, avec une paume tenant sa tête inclinée, se retrouve dans de nombreuses œuvres de Giotto qui reprennent souvent le thème du rêve. Le saint est entouré des symboles de la vision apocalyptique sur la base desquels il a écrit les sept premières lettres aux évêques : la femme au travail qui chasse le dragon, le Rédempteur avec la faux, l'archange Michel armé et quatre anges qui, aux extrémités de la scène, ont le nez et la bouche fermés, avec de grosses têtes démoniaques couvertes de cheveux.

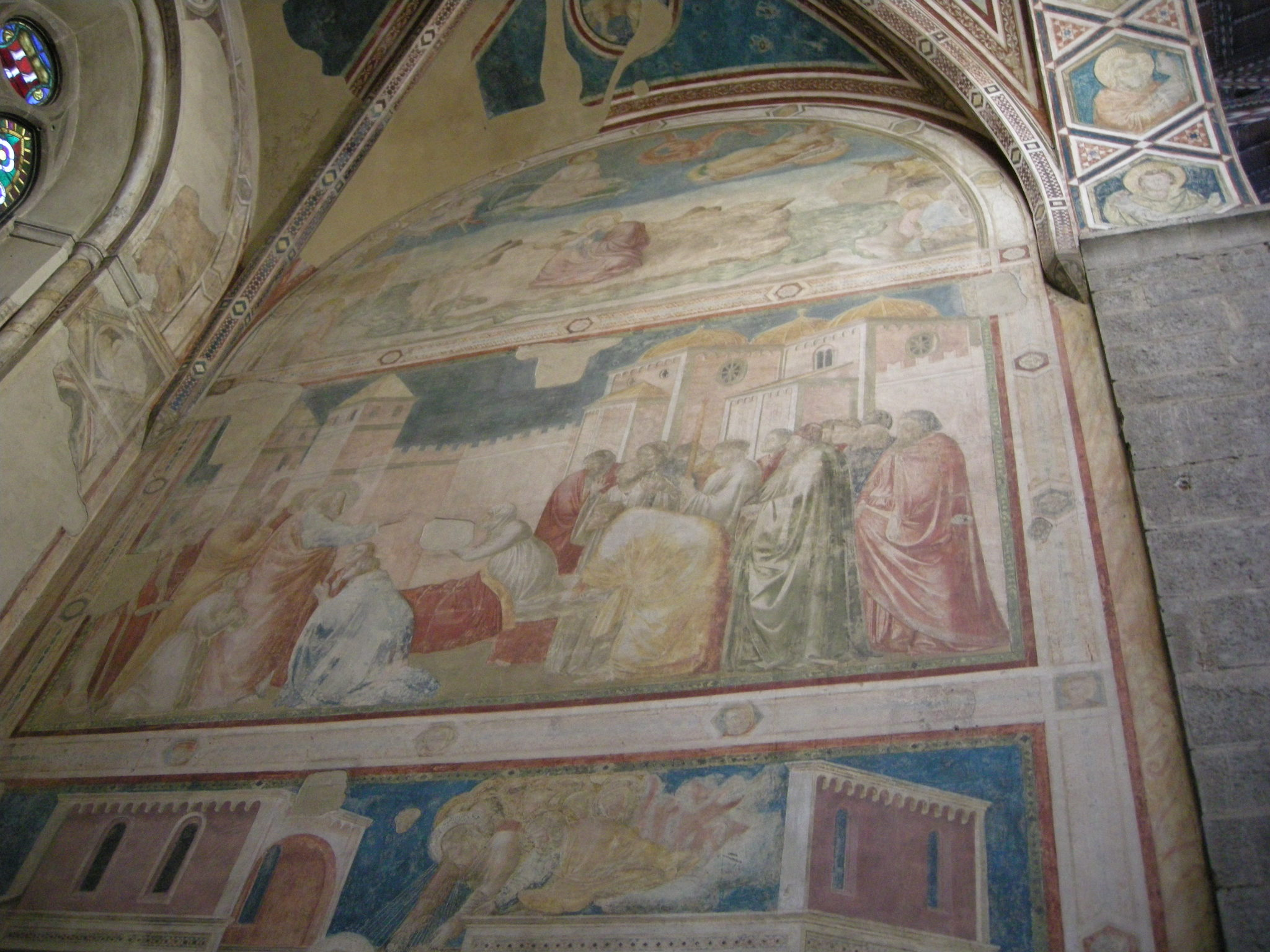
Vue générale.
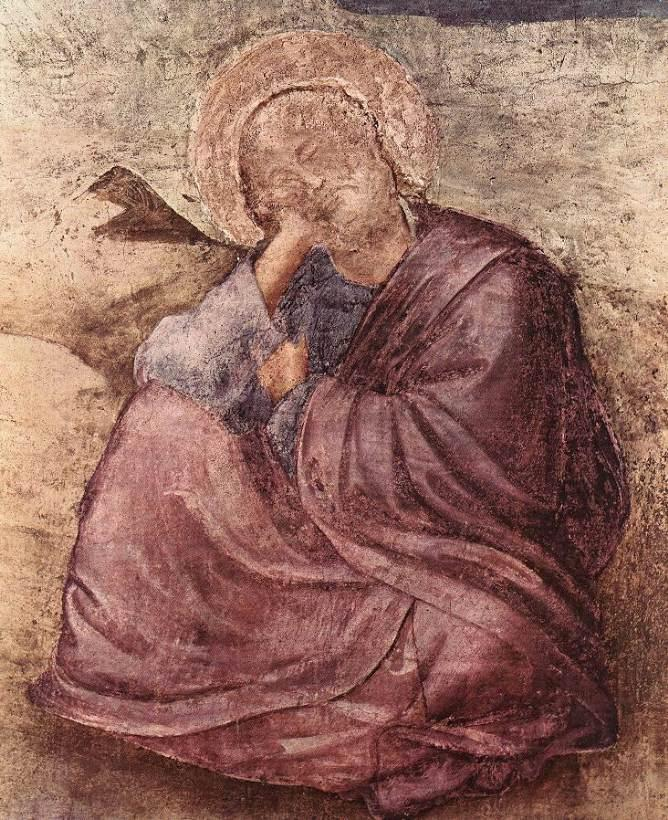
Détail.
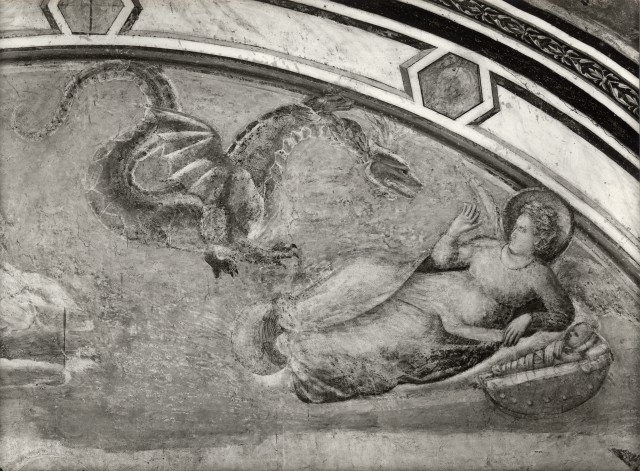
Détail en noir et blanc.
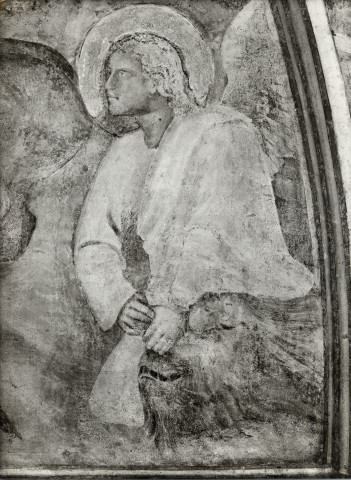
Détail en noir et blanc.
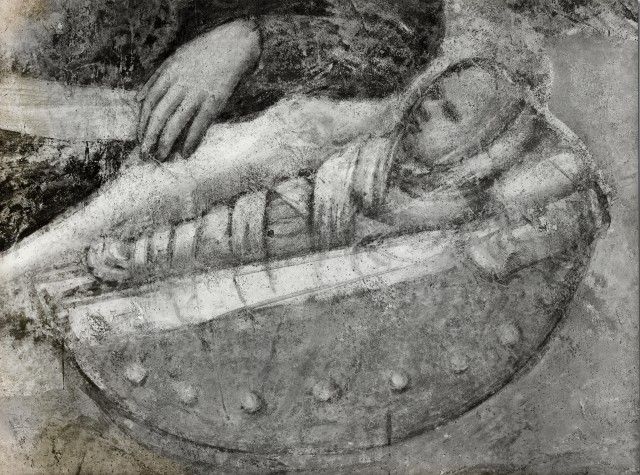
Détail en noir et blanc.
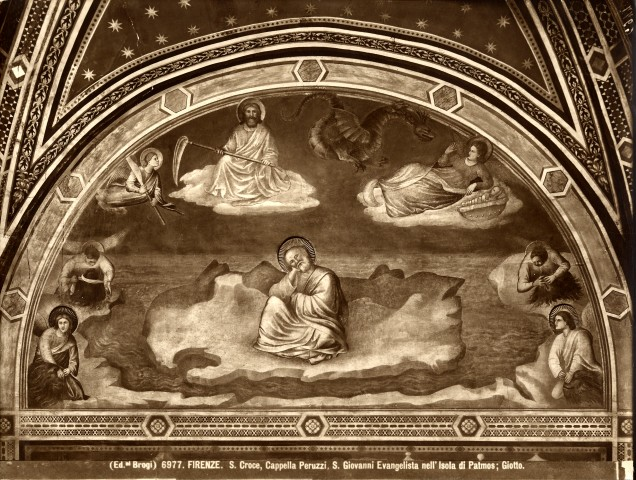
La scène avec repeints du XIXe siècle.

### Résurrection de Drusiana

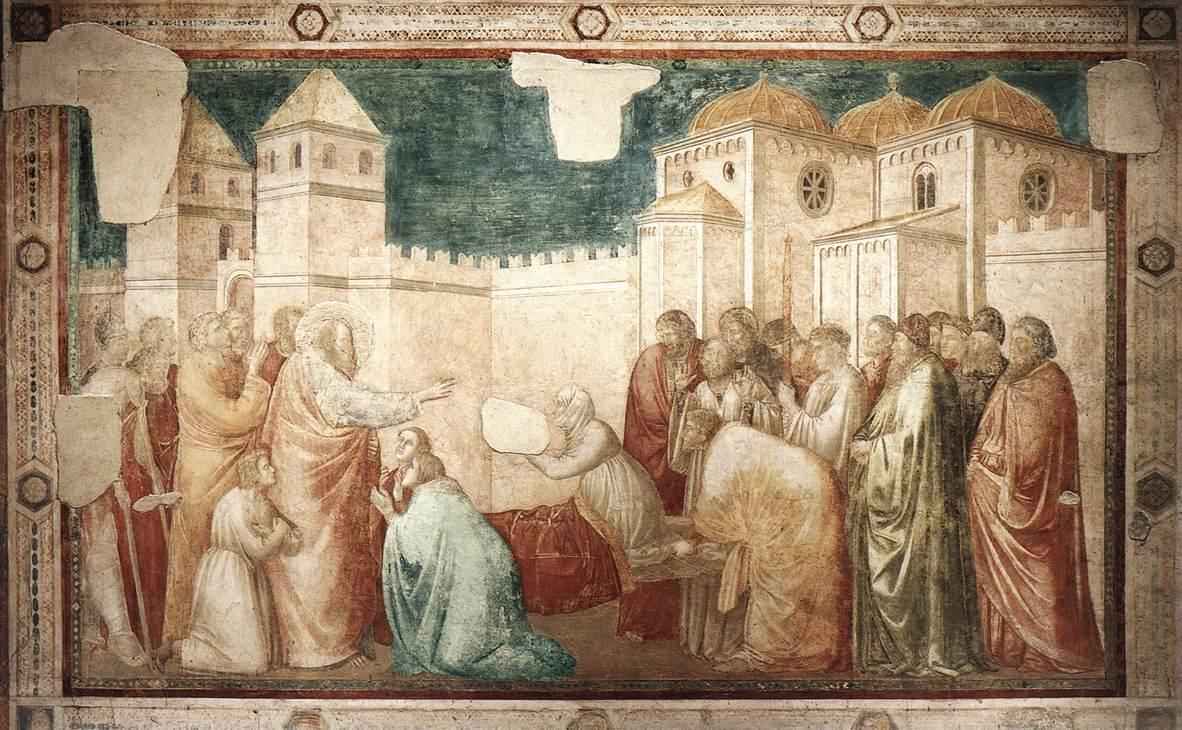
Giotto di Bondone, Résurrection de Drusiana.

De retour d'Éphèse, Jean rencontre le cortège funèbre de Drusiana, décédée prématurément et qui désirait le revoir. Il la ressuscite ensuite. La scène se déroule à l'extérieur des murs d'une ville puissante avec une porte urbaine située entre deux tourelles au toit en forme de pyramide et, en arrière-plan, une grande basilique, avec des absides, des rosaces et une bande lombarde qui décorent les murs et trois grands dômes nervurés.
A gauche, Jean, d'un geste éloquent du bras, soulève la femme sur la bière, qui se lève, s'agenouille et prie. La même action est exécutée par trois femmes aux pieds du saint. De nombreux spectateurs complètent la scène, notamment dans le cortège funèbre, tantôt surpris (comme celui qui lève les paumes), tantôt priants, parfois apparemment impassibles. A l'extrême gauche, un infirme avec des béquilles s'avance, désireux d'être guéri miraculeusement à son tour.9
La main de saint Jean est la partie la mieux conservée de la peinture originale de l'ensemble de la chapelle, preuve du caractère expressif de la peinture de Giotto dans cette phase de sa carrière.

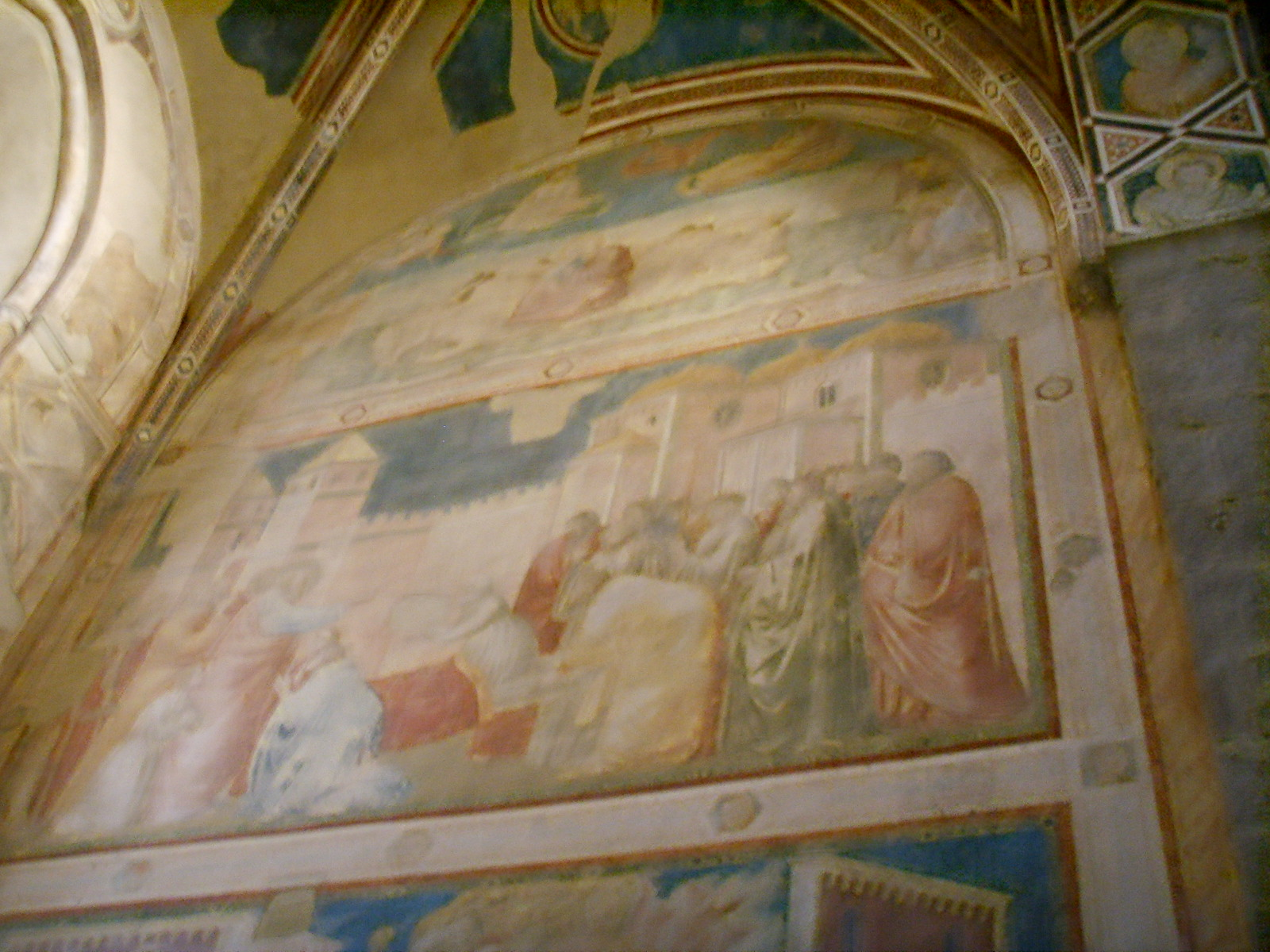
Vue du mur.
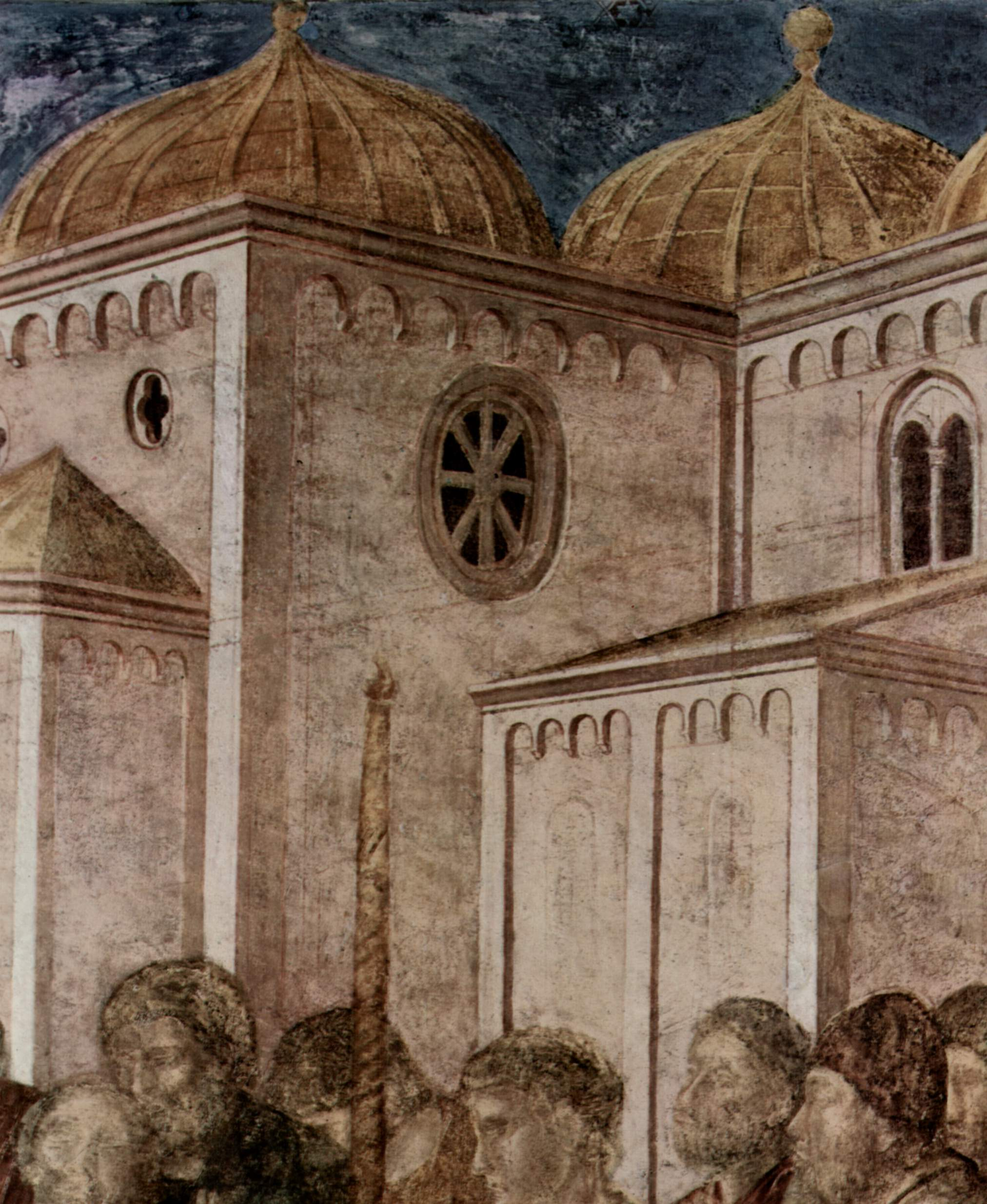
Détail.
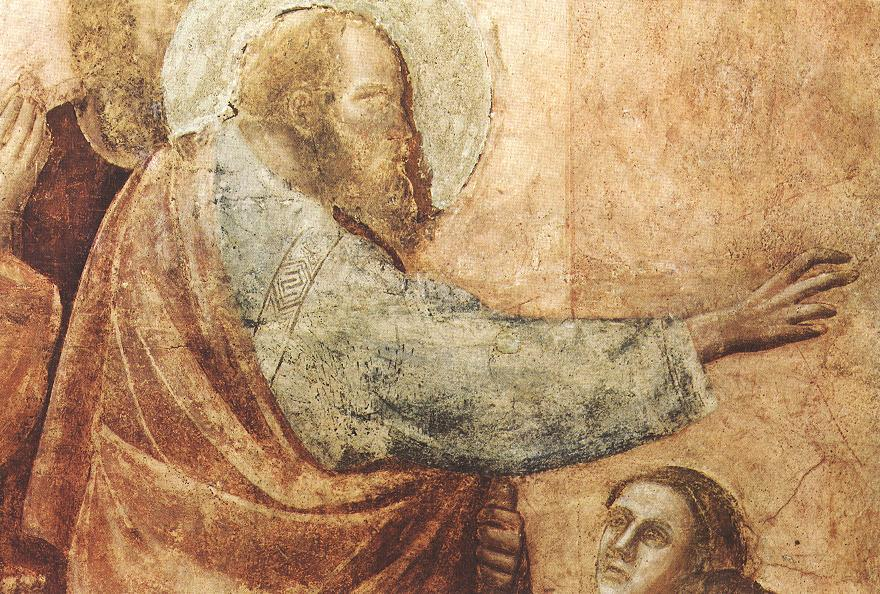
Détail.
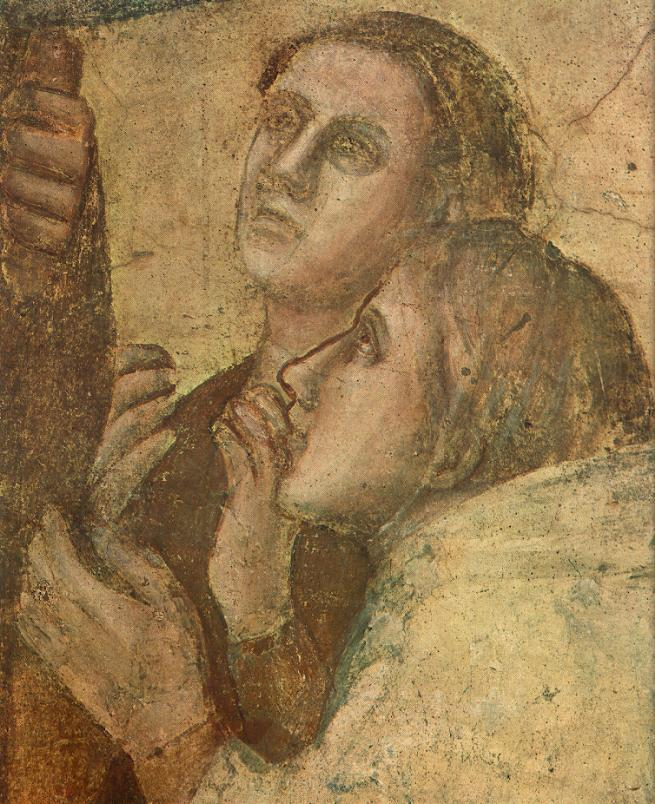
Détail.
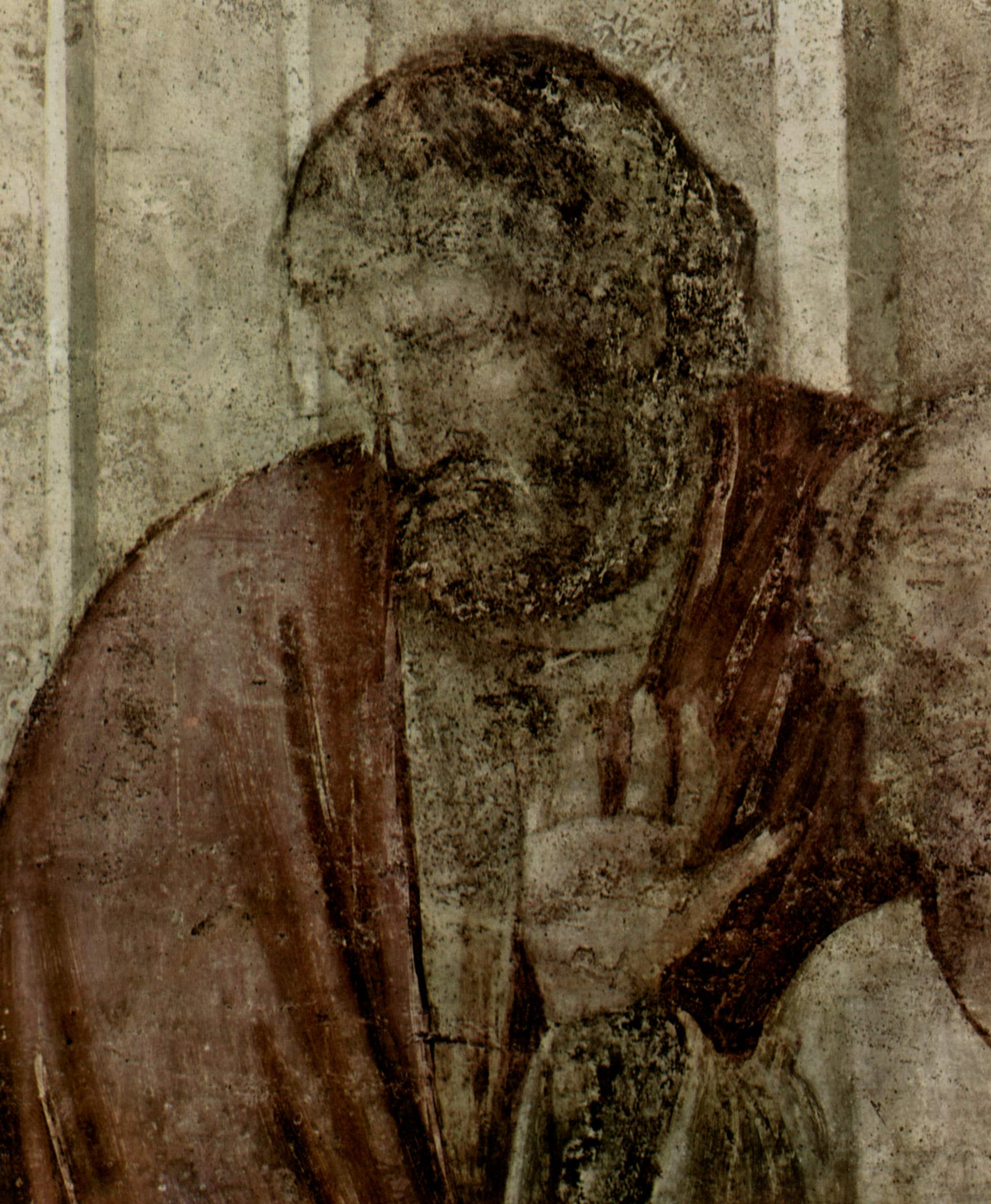
Détail.
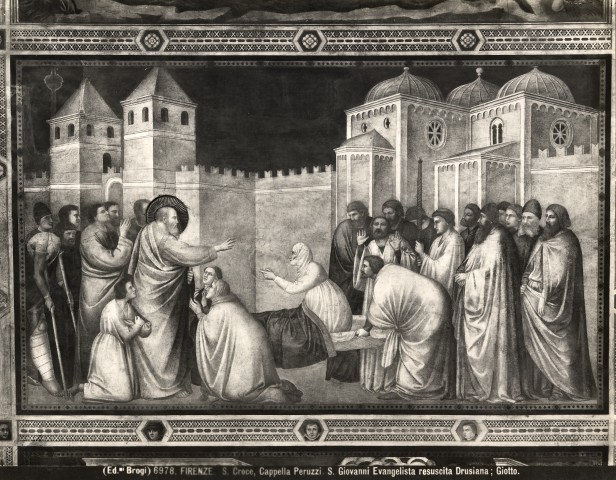
La scène avec repeints du XIXe siècle.

### Ascension de saint Jean

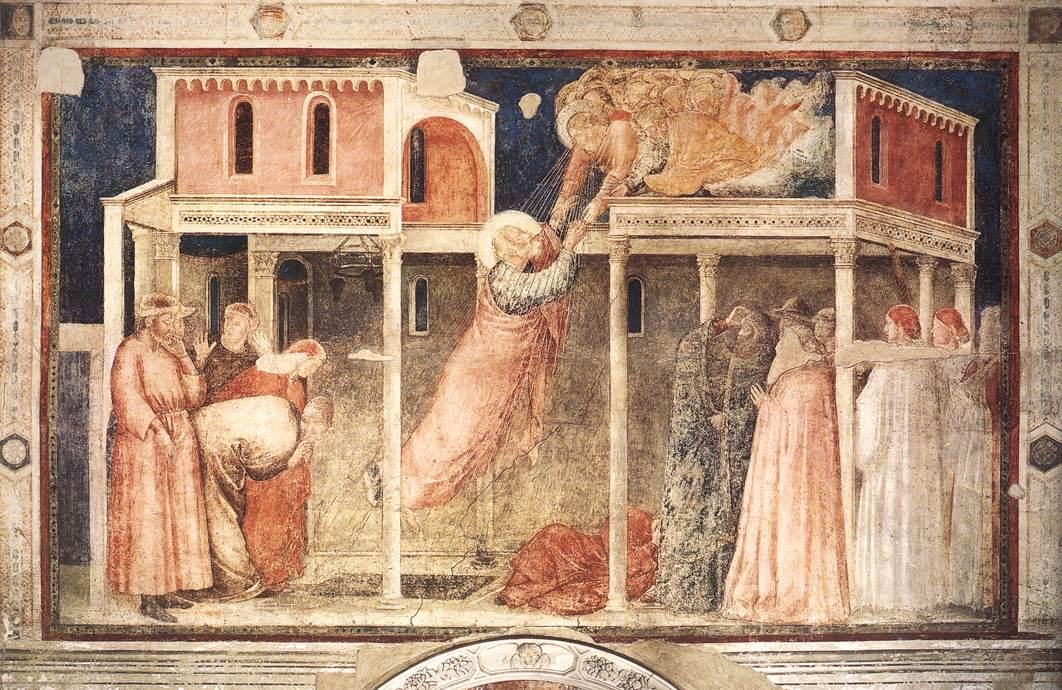
Giotto di Bondone, Ascension de saint Jean.

La scène de L'Ascension de saint Jean se termine dans le registre inférieur. Elle constitue un épisode présent dans la Légende d'Orée provenant de sources incertaines, qui est aujourd'hui exclu de l'hagiographie officielle du saint. Dans sa maison d'Ephèse, Jean est entraîné au ciel par Jésus, qui est apparu parmi les anges dans une émanation lumineuse, aidé par saint Pierre, le premier apôtre. Jean se lève obliquement en passant par une ouverture dans le plafond, sortant de la fosse qui a été creusée quand, approchant de la mort, il reçut l'annonce de son départ vers Dieu. Le saint a le corps incliné et les bras levés, dans l'iconographie typique d'une ascension, également présente, par exemple, dans la scène de L'Ascension du Christ de la chapelle des Scrovegni.
L'invention architecturale de la scène est, à juste titre, connue : le bâtiment ressemble à une basilique finement décorée avec des frises cosmatesques, couvert à moitié d'une voûte en berceau, et à moitié, au-delà de l'ouverture, d'une sorte de terrasse avec parapet.  En dessous, des témoins sont pris par la surprise : il y a ceux qui regardent la tombe vide avec incrédulité, ceux qui lèvent les bras avec étonnement et ceux qui lèvent leur chapeau pour voir la mort prodigieuse. Une silhouette vêtue de rouge est allongée sur le sol.
Les deux personnages de gauche ont été reproduits par le jeune Michel-Ange dans un dessin maintenant conservé au Cabinet des Dessins du Louvre (no 706 r).

## Style

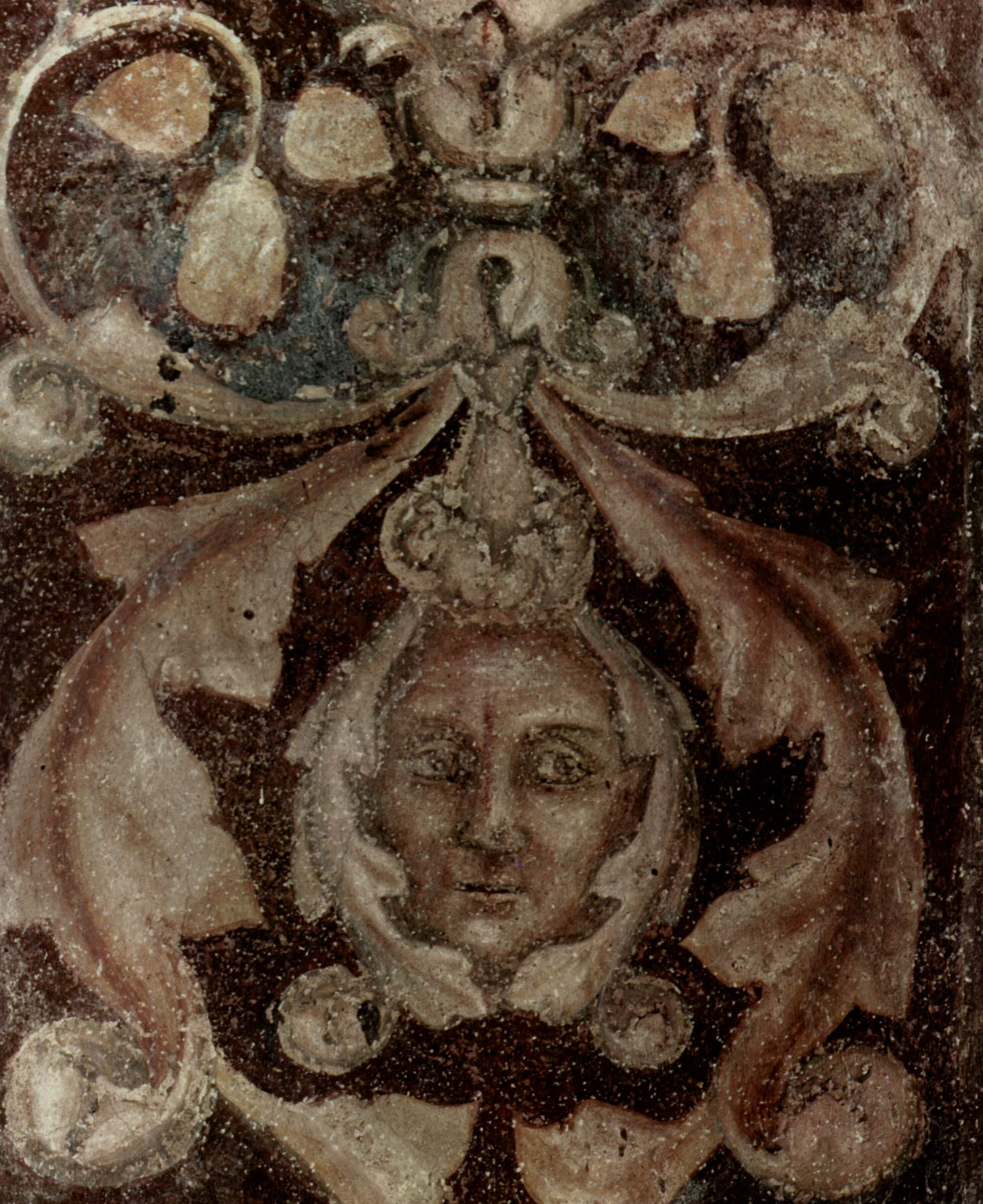
Motif décoratif.

L'état actuel de conservation des peintures est fortement compromis par divers facteurs qui sont apparus au fil du temps, notamment du fait de l'utilisation importante de la peinture a secco au lieu de la fresque, mais cela n'empêche pas de pouvoir apprécier la qualité du rendu plastique des figures grâce à l'utilisation prudente du clair-obscur, caractérisée par une étude approfondie des problèmes de rendu et de représentation spatiale.
L'évolution du style de Giotto est visible dans ces fresques, avec de grandes draperies saillantes comme jamais vues auparavant, qui renforcent la monumentalité des personnages. Les architectures sont également disposées de manière plus expressive, avec des arêtes vives qui forcent certaines caractéristiques des scènes ; l'élargissement en perspective, qui se poursuit au-delà des cadres des scènes, offre un instantané du style urbain de l'époque de Giotto. Ce choix est aussi fonctionnel : l'exiguïté de la chapelle, haute et profonde, mais plutôt étroite, est ainsi « augmentée » par l'espace peint, optimisé pour être vu non pas tant du centre, mais du seuil.
Au sein de ces scènes en perspective, le nombre et le mouvement des personnages des histoires sacrées sont mesurés .

## Analyse des fresques

### Festin d'Hérode
Le Festin d'Hérode est l'une des œuvres les plus admirées du Trecento : le musicien de la partie gauche inspire d'innombrables images du XIIIe siècle , Ambrogio Lorenzetti reprendra le groupe des deux femmes regardant Salomé. Mais surtout, cette fresque présente une structure d'ensemble où l'architecture permet de disposer « logiquement » les différents espaces d'un récit selon des articulations nettement marquées sur la surface. Giotto met ici au point l'« édicule » à présentation oblique ; l'espace suggéré précède certainement la pratique « théâtrale » contemporaine et, incontestablement, une idée humaniste apparait, visant à valoriser l'image par l'emploi d'un vocabulaire architectural « antiquisant » et moderne : statues en saillie sur le ciel, à l'extrême gauche, édifice évoquant la « Tour des Milices » construite au XIIIe siècle et dont parle Pétrarque. Le modernisme s'affirme au niveau de l'espace pictural lui-même : grâce au support architectural, le peintre fait tourner trois personnages autour d'un pilier d'angle « avancé » pour suggérer une continuité spatiale d'ordre presque musical.

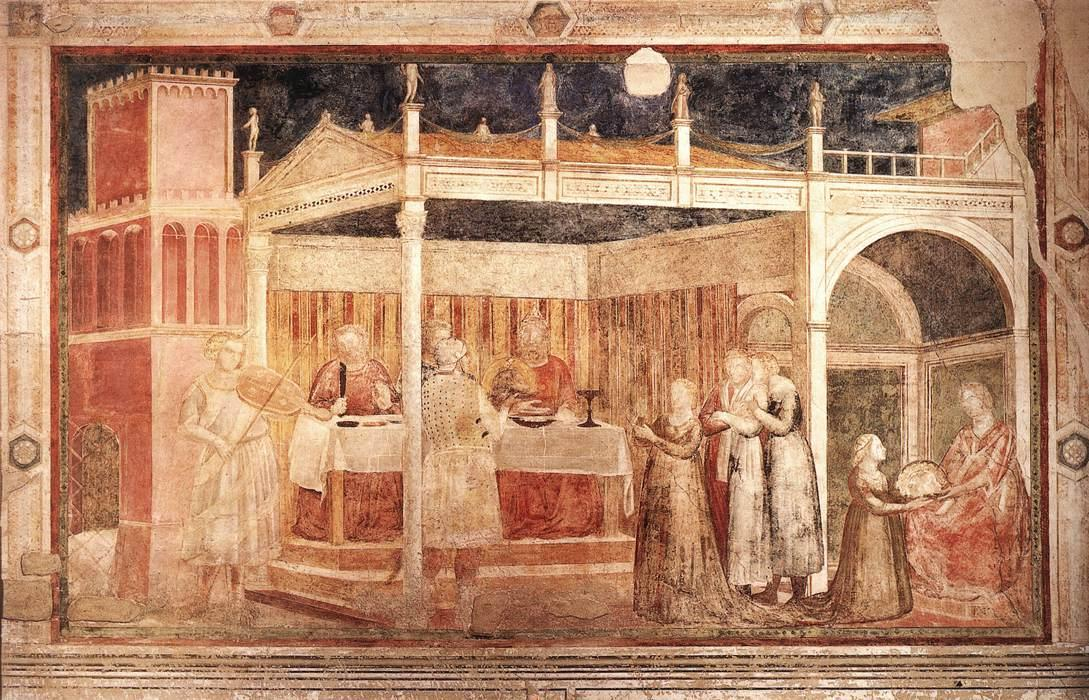
Giotto di Bondone, Le festin d'Hérode.
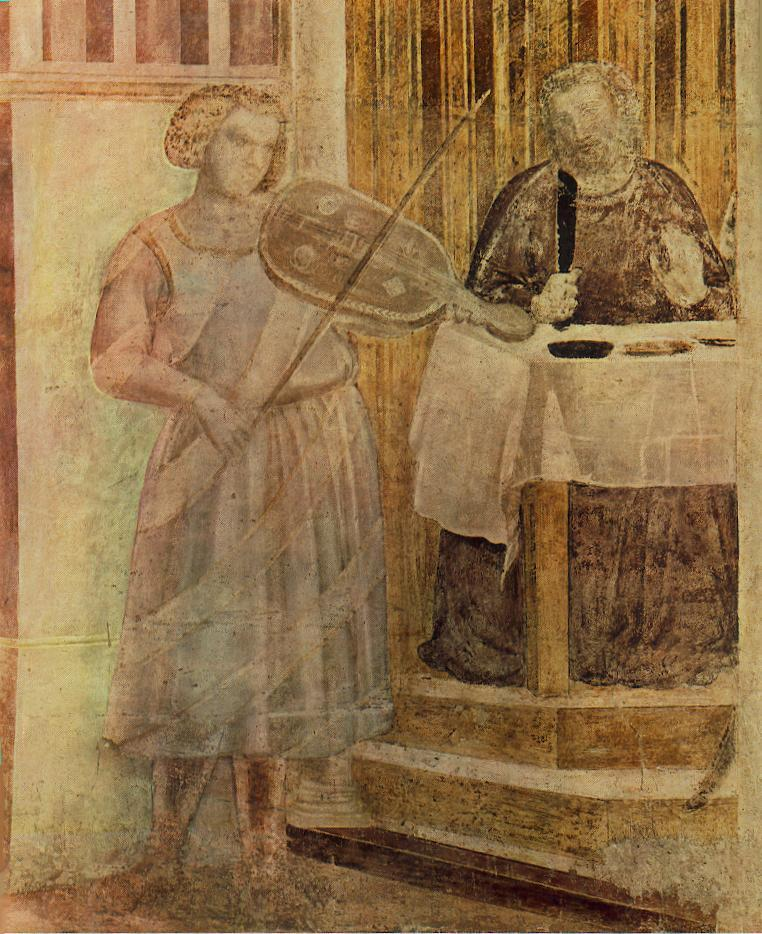
Festin d'Hérode (détail).

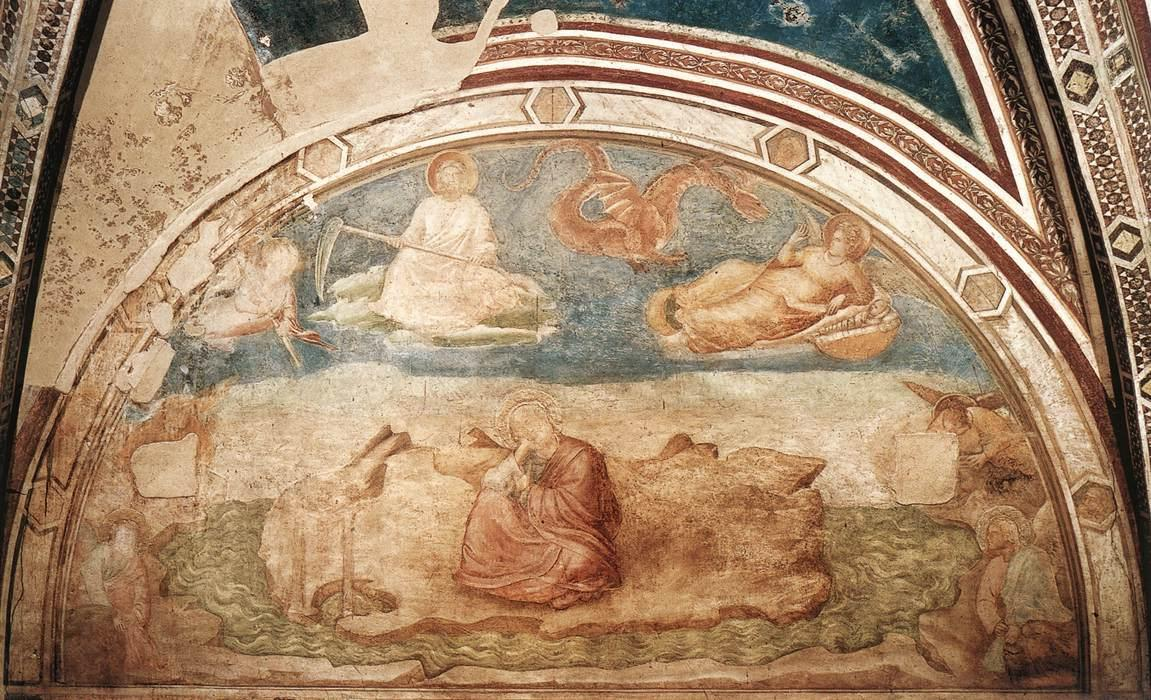
Jean l'évangéliste à Patmos.
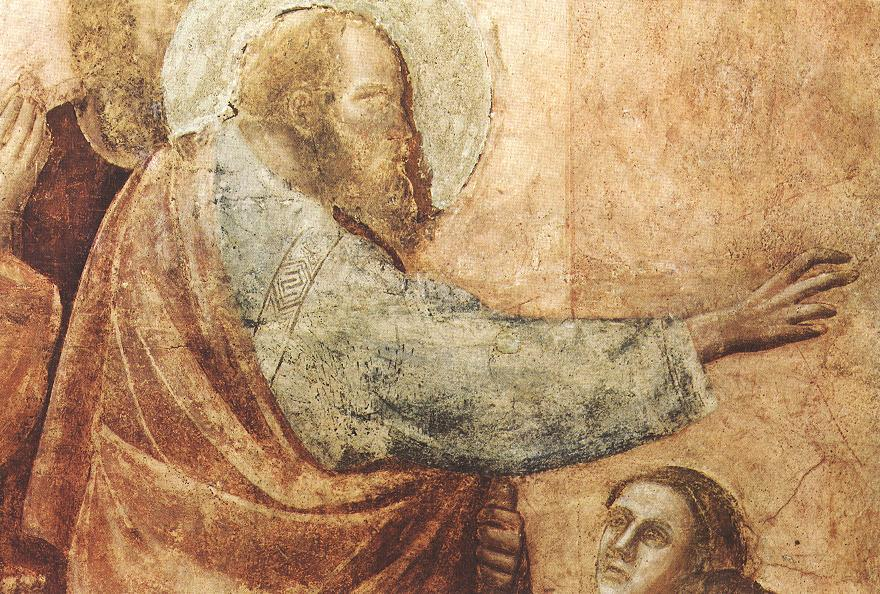
Détail.
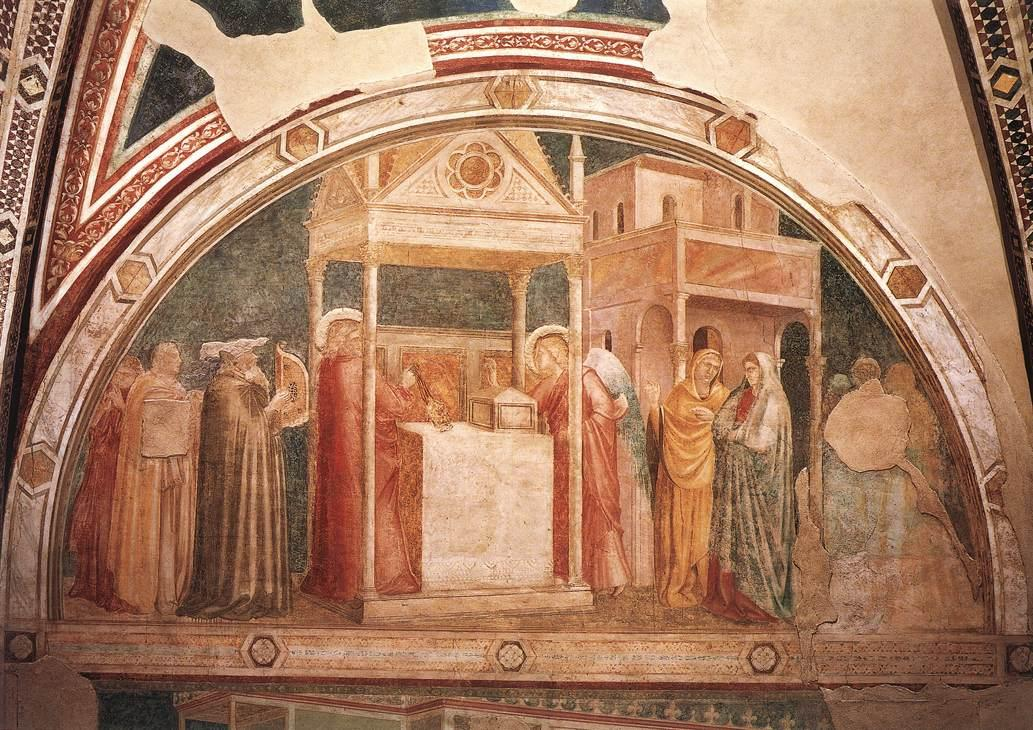
L'Annonciation à Zacharie.

## Postérité
La compétence en termes de composition de Giotto est devenue une source d'inspiration pour des artistes plus tardifs tels que Masaccio dans les fresques de la chapelle Brancacci dans l'église Santa Maria del Carmine (où il a copié par exemple les vieillards de la scène de la Résurrection de Drusiana ) et Michel-Ange qui l'a étudiée attentivement deux siècles plus tard, dessinant diverses figures, témoignage de la grande considération que ce cycle a également à la Renaissance.

## Source de traduction
- (It) Cet article est partiellement ou en totalité issu de l’article de Wikipédia en italien intitulé « Cappella Peruzzi » (voir la liste des auteurs).